# Abrah Comfort Rosemond
Abrah Comfort Rosemond (sinh ngày 16 tháng 7 năm 1960) là một nữ chính khách Ghana. Bà là nghị sĩ quốc hội đại diện cho Weija.

## Đầu đời và giáo dục
Bà tốt nghiệp Đại học Cape Coast năm 2002.

## Sự nghiệp
Bà trở thành nghị sĩ quốc hội năm 2012 với 32.861 phiếu, chiếm 53,59% trên tổng số phiếu bầu.

## Đời tư
Comfort Rosemond đã kết hôn và có hai người con.